# 代根豪瑟塔尔
代根豪瑟塔尔是德国巴登-符腾堡州的一个市镇。总面积62.18平方公里，总人口4298人，其中男性2157人，女性2141人（2011年12月31日），人口密度69人/平方公里。